# Ангеларий (епископ Канозы)
Ангеларий (лат. Angelarius; IX век) — епископ Канозы.
В 844 году святой Ангеларий, епископ Канозы, бывшей тогда в руинах, перенёс в Бари, возвратившийся под византийское правление, мощи святых Руфина (Saints Rufinus), Мемора (Memorus) и Савина, обретённые им среди развалин. Папа Римский Сергий II дал ему титул епископа Бари и Канозы, который архиепископы Бари носят по сей день.
Также святым Ангеларием был восстановлен храм святого Бенедикта в Салерно, разрушенный в 884 году сарацинами.